# Contrôle électronique du blocage du différentiel
 (mars 2025).
 (août 2014).
Le contrôle électronique du blocage du différentiel est un dispositif de sécurité utilisé dans l’automobile sur les véhicules du groupe BMW.
Cette technologie permet un contrôle dynamique du véhicule en effectuant un blocage partiel du différentiel de l’essieu moteur afin d’optimiser la transmission du couple.